# Hidroxiprolina
A hidroxiprolina é um aminoácido não essencial constituinte de proteínas e derivados da prolina. 
Para esta hidroxilação, existe una proteína chamada prolil hidroxilase, que reconhece a prolina como seu substrato. A condição é que a prolina (Pro) a hidroxilar se encontre ao lado de uma glicina (Gly) na sequência, no sentido amino a carboxilo. 
N--------- Pro-Gly ---------C

O processo é o seguinte:
A hidroxiprolina encontra-se fundamentalmente no tecido conjuntivo e ósseo, constituindo 10% da molécula de colagénio. Também podemos encontrar a hidroxiprolina ea parede celular vegetal.

## Importância clínica
A hidroxilação da prolina requer vitamina C. Os efeitos mais óbvios, no cabelo e gengivas, da ausência de ácido ascórbico nos humanos são resultado da deficiente hidroxilação de resíduos de prolina no colagénio, com a resultante instabilidade química desta molécula, causando escorbuto.
Níveis elevados de hidroxiprolina na urina e sangue também foram encontrados na doença de Paget.